# Northlane
Northlane — австралийская металкор-группа, сформированная в Сиднее в 2009 году. В состав группы входят гитаристы Джон Дейли и Джош Смит, барабанщик Ник Петтерсен и вокалист Маркус Бридж. За свою карьеру Northlane выпустили шесть студийных альбомов. На музыкальной премии ARIA Albums Chart 2015 группа получила звание «The Best Hard Rock or Heavy Metal Album» за альбом Node. На ARIA Music Awards 2017 группа снова победила благодаря альбому Mesmer. На музыкальной премии ARIA 2019 года группа выиграла в номинации «The Best Hard Rock or Heavy Metal Album» за свой альбом Alien.

## Состав группы

### Текущие участники
- Джон Дейли — ведущий гитарист (2009 — по настоящее время), программирование, MIDI-контроллер (2009—2010, 2016 — по настоящее время), ударные, перкуссия (2009—2010)
- Джош Смит — ритм-гитара (2009 — настоящее время)
- Ник Петтерсен — ударные, перкуссия (2010 — настоящее время)
- Маркус Бридж — вокал (2014 — настоящее время)

### Бывшие участники
- Брендон Дерби — ударные, перкуссия (2009)
- Саймон Андерсон — бас-гитара (2009—2011)
- Адриан Фитипалдес — вокал (2009—2014)
- Алекс Милович — бас-гитара (2009, 2011—2018)
- Митчелл Коллиер — ударные, перкуссия (2010)
- Брендон Паджасек — бас-гитара, бэк-вокал (2018—2021)

## Дискография

### Студийные альбомы
- Discoveries (2011)
- Singularity (2013)
- Node (2015)
- Mesmer (2017)
- Alien (2019)
- Obsidian (2022)
- Mirror’s Edge (2024)

## Награды

### ARIA Music Awards
- 2013 — Singularity — Best Hard Rock or Heavy Metal Album — номинация
- 2015 — Node — Best Hard Rock or Heavy Metal Album — победа
- 2017 — Mesmer — Best Hard Rock or Heavy Metal Album — победа
- 2019 — Alien — Best Hard Rock or Heavy Metal Album — победа

### AIR Awards
- 2018 — Mesmer — Best Independent Hard Rock, Heavy or Punk Album — номинация

### Heavy Music Awards
- 2018 — Mesmer — Best Artwork — номинация